# Fernando María Campero Barragán
Fernando María Campero Barragán (Tojo, Partido de Tarija, Virreinato del Río de la Plata, 1808 ca. Salta, 1883 República Argentina) fue un militar y político rioplatense. Heredero de las propiedades del extinto Marquesado de Yavi, hijo del IV Marqués del Valle de Tojo o de Yavi y coronel de las Provincias Unidas del Río de la Plata, Juan José Feliciano Fernández Campero.(P.D.G.)
El interés por su figura ha adquirido creciente importancia como consecuencia de los estudios históricos sobre la consolidación del espacio territorial del norte argentino , Alto Perú y en Chile, luego del triunfo de la Guerra de la Independencia

## Biografía

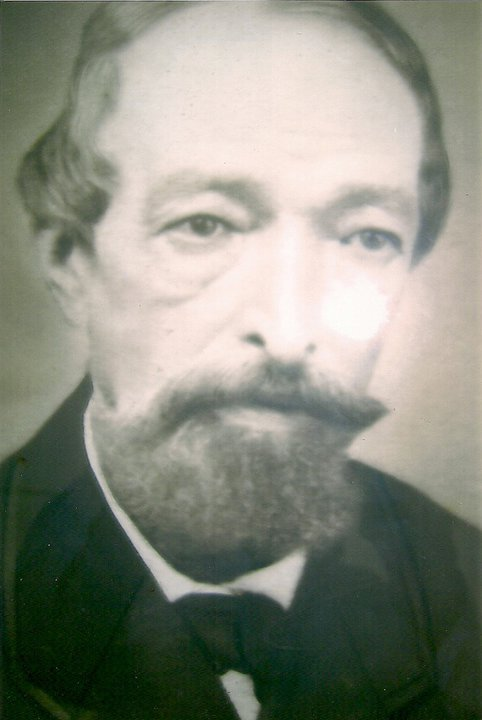
Retrato de Fernando María Campero Barragán, antes de su muerte en la ciudad de Salta, Argentina. Hijo del Coronel Graduado Juan José Feliciano Fernández Campero, último Marqués del Valle de Tojo.

Nació alrededor de 1808 en el Virreinato del Río de la Plata, y era hijo del cuarto Marqués del Valle de Tojo, Juan José Feliciano Fernández Campero Pérez de Uriondo Martiarena (1777-1820), héroe de la Independencia Americana, Edecán del general Manuel Belgrano, Coronel Graduado del Ejército de las Provincias Unidas del Río de la Plata y de María Barragán y Guillizasti. Su padre luchó junto al general Martín Miguel de Güemes, su primo, y fue tomado prisionero por las fuerzas realistas en la Batalla denominada como La Sorpresa de Yavi, en noviembre de 1816. Juan José Feliciano Feliciano Fernández Campero murió en Jamaica en 1820 cuando era trasladado a España como prisionero de los realistas, y el 21 de octubre de ese año, en Kingston, dictó su testamento, entre cuyas cláusulas reconocía como sus hijos legítimos a Fernando María Campero, a María Calixta Campero y a José María del Pilar ( quien falleció en su infancia).
Fernando María Campero y su hermana María Calixta, huérfanos fueron criados en Potosí, bajo la tutela del matrimonio de su pariente Manuela Güemes y José Santisteban, conforme testara su padre designándolos albaceas. En su mayoría de edad,  fue enviado a estudiar a la Universidad de San Francisco Javier en Chuquisaca. Allí se graduó en Jurisprudencia y se trasladó a completar sus estudios en La Paz, dónde adquirió formación militar. Allí contrajo matrimonio con su parienta lejana, Tomasa de la Peña Campero, Santa Cruz y Villavicencio, hija de José Ignacio de la Peña Campero y de María Josefa Santa Cruz Villavicencio , esta última hermana del Presidente de la Confederación Peruano-Boliviana, Andrés de Santa Cruz. Su nueva esposa descendía de una rama de la Familia Campero, que se había establecido en Tucumán en 1690, cuando el nabizo Diego Fernández Campero y Sigler fue nombrado Maestre de Campo.
Declarado mayor de edad, Fernando Campero tomó posesión de los bienes pertenecientes al antiguo Marquesado de Yavi o de Tojo en 1828, muchos de los cuales habían sido dispersados como consecuencia de la guerra por la Independencia Argentina y la escisión de la República de Bolivia (1825) , habiendo sucedido principales hechos de armas  en los dominios del Marquesado. Sin embargo, al lograr la administración de su patrimonio, tuvo que pleitear con su tío Felipe Campero, medio hermano del Cuarto Marqués y padre del futuro Presidente de Bolivia, Narciso Campero Leyes, por la rendición de cuentas de la administración durante su minoría de edad. También tuvo que transar y abonar la propiedad de fincas con su hermana María Calixta Campero Barragán, quien fue heredera de un tercio de los bienes.

## El Destino de las propiedades del antiguo Marquesado del Valle de Tojo
El título nobiliario concedido en 1708, por el Rey Felipe V de España a Juan José Fernández Campero de Herrera había desaparecido en el territorio de las Provincias Unidas del Río de la Plata por disposición de la Asamblea Constituyente del Año XIII. El título nobiliario estaba vinculado a un patrimonio constituido por propiedades inmuebles y derechos de encomienda, esparcidos por las provincias argentinas de Jujuy y Salta y en Potosí y Tarija en Bolivia.
El proceso de consolidación de los nacientes Estados del Plata y la volatibilidad institucional de los mismos, determinaba la falta de definición de los límites territoriales entre ellos. Esta situación fue notoria en la región norte de la recién conformada Confederación Argentina (1831) y la reciente Confederación Peruano-Boliviana, espacio territorial en dónde las relaciones políticas, económicas y familiares entre el norte argentino y el sur boliviano continuaron con la misma fluídez que durante la época colonial. En este escenario, las extensas propiedades del antiguo Marquesado adquirieron un rol preponderante para el comercio entre las provincias argentinas y la República de Bolivia gobernada por el Mariscal Andrés de Santa Cruz.La subsistencia de las ya débiles economías provinciales de Tucumán, Salta, Jujuy, Santiago del Estero y Catamarca, cuyos mercados eran inundados de productos extranjeros ingresados en el puerto Buenos Aires, dependían de los últimos vestigios del espacio económico virreinal que giraba alrededor del Alto Perú como centro consumidor de mulas y de ganado. Este comercio era la fuente del metálico - monedas de plata y oro acuñadas en Bolivia- que sostenían el flujo comercial de estas provincias. De este modo las propiedades de Campero constituían pasos estratégicos para la comunicación entre el norte argentino con las ciudades del Altiplano.
La separación de Tarija de la Provincia de Salta, en 1826 y su incorporación a Bolivia dejó las propiedades de Campero Barragán, dividida por fronteras entre Jujuy, Salta y el territorio boliviano, por lo que su influencia como gran terrateniente comenzó a tornarse decisiva en los sucesos políticos y configuración de lo que fuera el norte del Virreinato del Río de la Plata: el Alto Perú (parte de la actual República de Bolivia). En octubre de 1833, los emigrados unitarios enemigos del Gobernador de Buenos Aires, Juan Manuel de Rosas, se exilaron en el Alto Perú y desde allí procuraron combatir al caudillo federal, convertido en gobernador de Salta Pablo Latorre, quien confiscó sus propiedades. Ante esta ocupación de las tierras del antiguo Marquesado, con el apoyo del mariscal Santa Cruz, organizaron una expedición armada hacia el territorio jujeño y salteño  encabezada por Fernando Campero Barragán, quien brindó también  apoyo para conseguir la autonomía política de Jujuy (1834) . Jujuy se separó de Salta por decisión del Cabildo, sin que las fuerzas armadas de Campero tuvieran que actuar para sostener la naciente autonomía. La actuación de Campero también obedeció a cuestiones particulares: sus derechos sucesorios sobre los bienes del antiguo marquesado estaban siendo contestados por otro pretendiente, Pedro Nolasco de Uriondo, un descendiente por línea colateral de los Marqueses del Valle de Tojo, quien desconociendo el principio legal de la institución del mayorazgo virreinal indivisible del marquesado, alegó derechos sucesorios. Esta actuación de Fernando Campero consolidó su posesión como heredero de los antiguos Marqueses en una extensa región que abarcaba la Puna Jujeña y los actuales departamentos salteños de Santa Victoria Este y Orán, lo que le valió que las nuevas autoridades provinciales jujeñas, prefieran tenerlo por aliado y evitar el peligro concreto de una secesión de la Puna salto-jujeña y su incorporación a Bolivia.

## Participación en la Guerra entre la Confederación Argentina y la Confederación Peruano-Boliviana (1838). Prefecto y Comandante General de Tarija
El estallido de la Guerra entre las confederaciones Argentina y Peruano-Boliviana, también tuvo a Fernando Campero como un actor de primer orden: designado coronel de las fuerzas bolivianas acontonadas en Potosí, participó en las batallas de Iruya y Coyambuyo ( o de Montenegro) los días 11 y 27 de junio de 1838, en las cuales las fuerzas del gobernador tucumano Alejandro Heredia fueron derrotadas por las fuerzas bolivianas al mando de los generales Burdett O"Connor y Otto Philip Braun. La derrota de los bolivianos y peruanos a manos de los chilenos en la Batalla de Yungay, descomprimió el frente norte de los argentinos en la guerra combinada contra la Confederación Peruano-Boliviana y generó un "statu quo" impreciso en la frontera entre la Quebrada de Humahuaca y la Puna jujeña, que favoreció aún más a Fernando Campero quien pudo recuperar la mayoría de su antiguos bienes y continuar percibiendo los arriendos de los pobladores indígenas de Cochinoca y Casabindo. Su actuación en esta campaña le valdría en el futuro su ascenso al grado de general del Ejército boliviano por decisión del Presidente Mariano Melgarejo.
Fernando Campero Barragán se instaló en Tarija, en cuya capital construyó una magnífica residencia ubicada frente a la plaza principal, conocida como " La Rotonda" que aún se conserva en pie. Era una magnífica construcción particular con un patio redondo en el centro de la construcción, con una galería soportada por órdenes jónico y corintio. Durante la presidencia de Mariano Melgarejo fue designado Prefecto y Comandante General del Departamento de Tarija, en virtud del predicamento ascendente de su primo, el general y diplomático Narciso Campero Leyes como consejero de Melgarejo. No obstante ambos serían degradados de su rango militar cuando Narciso Campero rompió con Melgarejo.
Huyendo de la persecución melgarejista y en vísperas del derrocamiento de Melgarejo en Bolivia, Fernando Campero se trasladó a vivir a la Provincia de Jujuy. En virtud de sus ingresos y propiedades, su figura continuó gravitando en el escenario social y político de la provincia norteña. Instalado en su estancia de El Carmen, una vez viudo de su primera esposa, convivió con una dama tarijeña llamada Vicenta Valverde.
En el año 1872, el clima de enfrentamiento político jujeño entre los liberales mitristas y sus oponentes, involucraron el destino final de los bienes de Fernando Campero. Los pobladores de Cochinoca y Casabindo impugnaron judicialmente la validez de los títulos de Campero para continuar percibiendo los derechos de encomienda que se remontaban a la época colonial. El gobernador mitrista Teófilo Sánchez de Bustamante revocó los derechos de propiedad de Campero sobre las fincas y arriendos de esas dos localidades, cumpliendo con el fallo dictado por un juez jujeño de primera instancia. A partir de ese momento Fernando Campero perdió el dominio de sus propiedades en la Quebrada de Humahuaca, las cuales fueron repartidas entre los pobladores. En el resto de la Puna comenzó un movimiento de aborígenes y campesinos, quienes creyeron que la acción del gobierno provincial contra Fernando Campero era una señal para apoderarse de las tierras fiscales de la provincia, provocando un movimiento insurreccional que culminaría con la Batalla de Quera, en donde el movimiento fue aplastado por las fuerzas provinciales de José María Álvarez Prado con el auxilio del regimiento de línea al mando de Napoleón Uriburu.

## El conflicto jurídico con la Provincia de Jujuy
Fernando Campero reclamó la devolución de sus bienes, pedido que fue receptado en un principio por el gobernador José María Álvarez Prado, quien devolvió las propiedades de Casabindo y Cochinoca haciendo reserva en nombre de la Provincia de Jujuy de proceder a clarificar posteriormente la viabilidad de los títulos de propiedad sobre las mismas. Esta decisión profundizó las críticas de los opositores al gobernador Álvarez Prado, a más de incorporar un nuevo conflicto a la ya caldeada situación provocada por el movimiento "comunista" que se agitaba en la puna jujeña. Ante esta situación el gobernador revocó su decisión previa. Fernando Campero perdió definitivamente gran parte de sus propiedades en la Puna divulgando sus reclamos a través de la prensa, que fueron publicados en folletos y artículos periodísticos impresos en Buenos Aires, uno de ellos titulado Cuestión ruinosa de la Provincia de Jujuy con el ciudadano Fernando Campero sobre reivindicación. 
La cuestión fue llevada a juicio, ventilándose en la Corte Suprema de Justicia de la Nación. Este tribunal falló en 1877, declarando que el régimen de encomienda, tal como había sido concebido en la Colonia, era incompatible con el derecho de propiedad consagrado por la Constitución Nacional de 1853, y con el derecho de dominio vigente desde 1869, cuando entró en vigencia el Código de Vélez Sarfield. Los abogados de Fernando Campero habían argumentado que el derecho de encomienda implicaba el dominio de los inmuebles sobre los cuales había sido concedido, argumento rechazado por la Corte en el sentido que la encomienda, en su concepción hispánica original, implicaba solamente la prestación de servicios personales o en especie. De esta forma, las antiguas propiedades del desaparecido y extenso Marquesado de Tojo fueron declaradas fiscales, -excepto la Finca de Yavi-, y entregadas a sus poseedores o fueron objeto de un nuevo reparto entre los pobladores más poderosos de la provincia.
Fernando Campero Barragán había contraído matrimonio eclesiástico por segunda vez con Corina Aráoz Valverde, y se trasladó a la Ciudad de Salta, donde se instaló hasta su muerte, el 16 de julio de 1883. En su testamento dividió los bienes que continuaban en su poder entre sus hijos: a los de su primer matrimonio les correspondió todas las propiedades ubicadas en Tarija y Potosí. Las propiedades de Salta y Jujuy entregados a sus hijos legitimados, nacidos de su unión con Vicenta Valverde y a sus hijos nacidos de su matrimonio con Corina Araóz. La finca de Yavi le correspondió a su segunda esposa, Corina Aráoz de Campero, permaneciendo entre sus descendientes hasta mediados del siglo XX, cuando por producto de sucesivas subdivisiones hereditarias y arriendos, la mayoría de las propiedades desaparecieron como extensas unidades de producción económica.
Uno de sus hijos fue el Obispo de Salta, Julio Campero y Araoz, cuya familia, con motivo de su elevación a la dignidad pastoral, donó las joyas del Marquesado a la Catedral de Salta, pudiéndose observar hasta el día de hoy, engarzadas en las coronas y en los mantos de las imágenes de Nuestra Señora y del Señor de los Milagros de Salta.
Entre sus descendientes se encuentran numerosas personalidades relevantes en la vida política y social del norte argentino y de Bolivia, como el guerrillero Jaime Arana Campero o el poeta Octavio Campero Echazú. El resto de su descendencia se encuentra esparcida en Bolivia y en las provincias argentinas de Jujuy, Salta, Tucumán y Buenos Aires. La familia de Fernando A. Campero Prudencio y la extinta Presidenta del Senado del Estado Plurinacional de Bolivia, Ana María Romero de Campero, (1941-2010) también desciende en línea directa de Fernando María Campero Barragán. Otro de sus descendientes con notoriedad pública en Bolivia, es el actual senador por Tarija, Fernando Campero Paz.